# Rio Campo Novo do Sul
O rio Campo Novo do Sul é um curso de água do estado de Santa Catarina, no Brasil. 